# Cyrestis theresae
Cyrestis theresae is een vlinder uit de familie van de Nymphalidae. De wetenschappelijke naam van de soort is voor het eerst geldig gepubliceerd in 1895 door Nicéville.